# Neurona multipolar
Una neurona multipolar es un tipo de neurona que posee un solo axón y muchas dendritas (y ramas dendríticas), lo que permite la integración de una gran cantidad de información de otras neuronas. Estos procesos son proyecciones del cuerpo celular de la neurona. Las neuronas multipolares constituyen la mayoría de las neuronas del sistema nervioso central. Incluyen neuronas motoras e interneuronas o neuronas de retransmisión que se encuentran más comúnmente en la corteza del cerebro y la médula espinal. Periféricamente, las neuronas multipolares se encuentran en los ganglios autónomos. 

## Imágenes

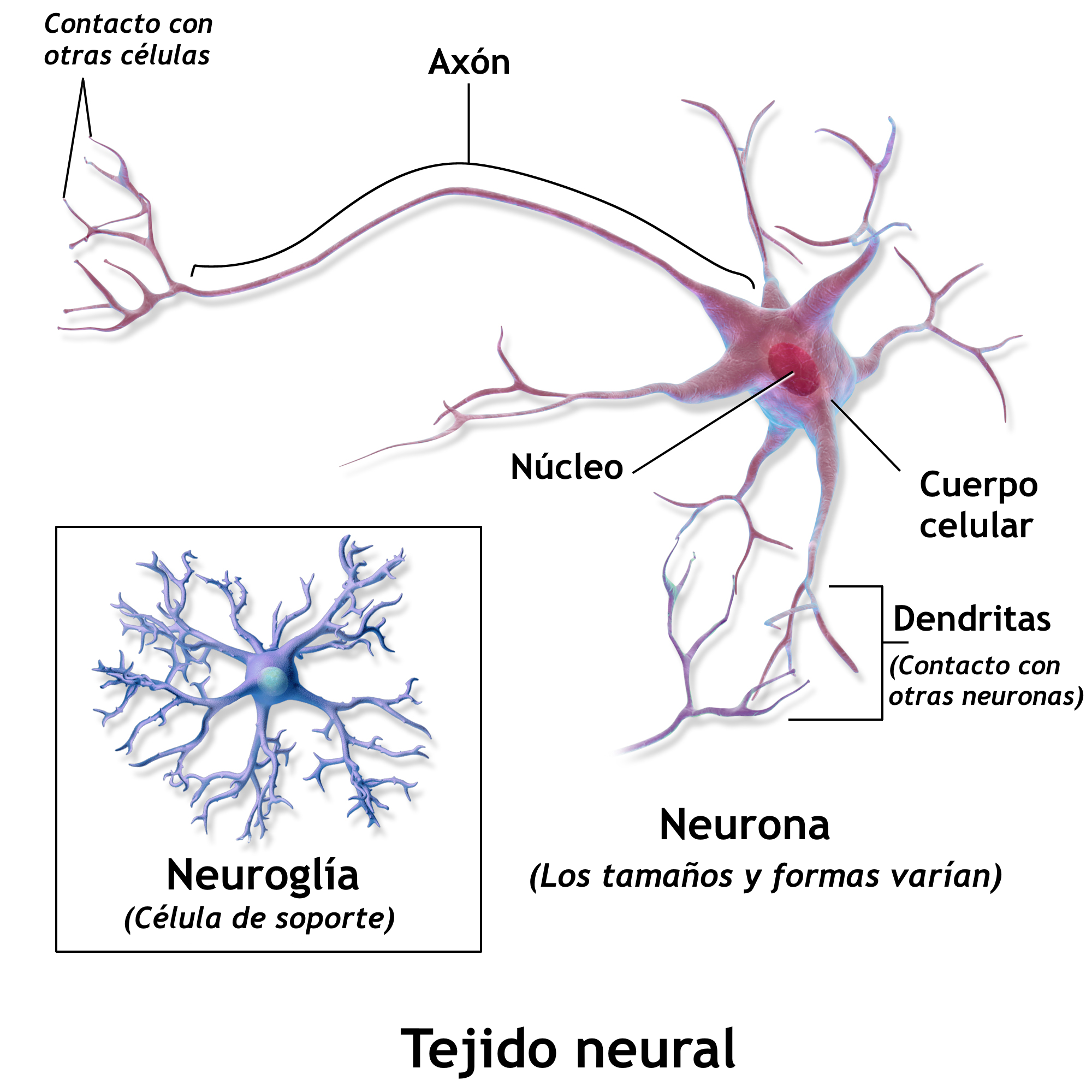